# Peperomia gorgonillana
Peperomia gorgonillana är en pepparväxtart som beskrevs av Trel. & Yunck.. Peperomia gorgonillana ingår i släktet peperomior, och familjen pepparväxter. Inga underarter finns listade i Catalogue of Life.